# Кодрети
Кодрети (словен. Kodreti) — поселення в общині Комен, Регіон Обално-крашка, Словенія. Висота над рівнем моря: 165,9 м.